# هانس رينغ
هانس رينغ (بالسويدية: Hans Ring)‏ هو منافس ألعاب قوى سويدي، ولد في 19 يونيو 1928، وتوفي في 9 أبريل 2015.

## وصلات خارجية
- هانس رينغ على موقع أوليمبيديا (الإنجليزية)
- هانس رينغ على موقع اللجنة الأولمبية السويدية (السويدية)